# 雅各布河

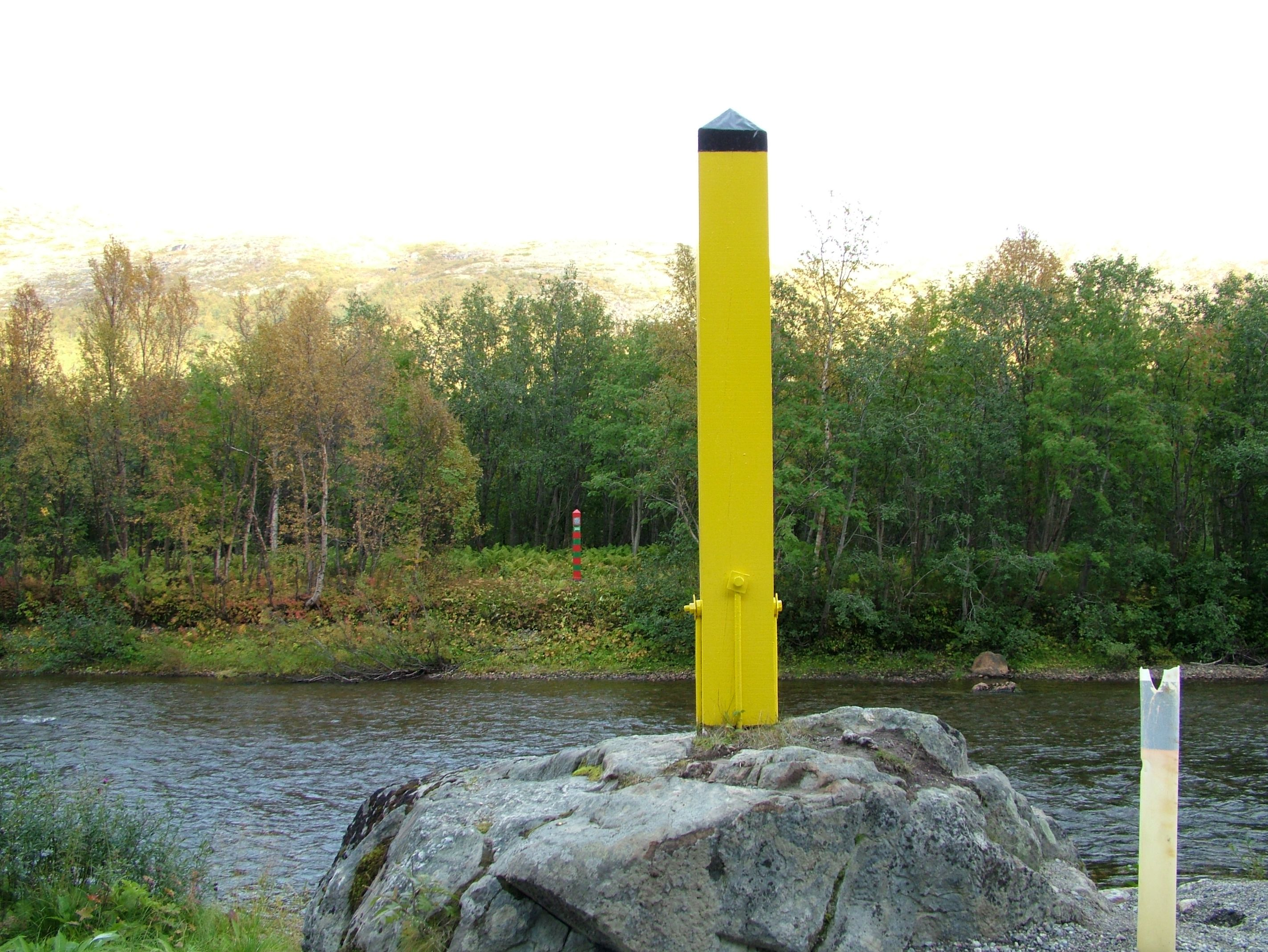

雅各布河，俄语称沃里耶马河（Ворьема），是北歐的河流，位於俄羅斯和挪威接壤邊境，流經芬馬克郡和摩爾曼斯克州，最終注入瓦朗厄爾峽灣，河道全長45公里，流域面積236.4平方公里。